# Bostongurka

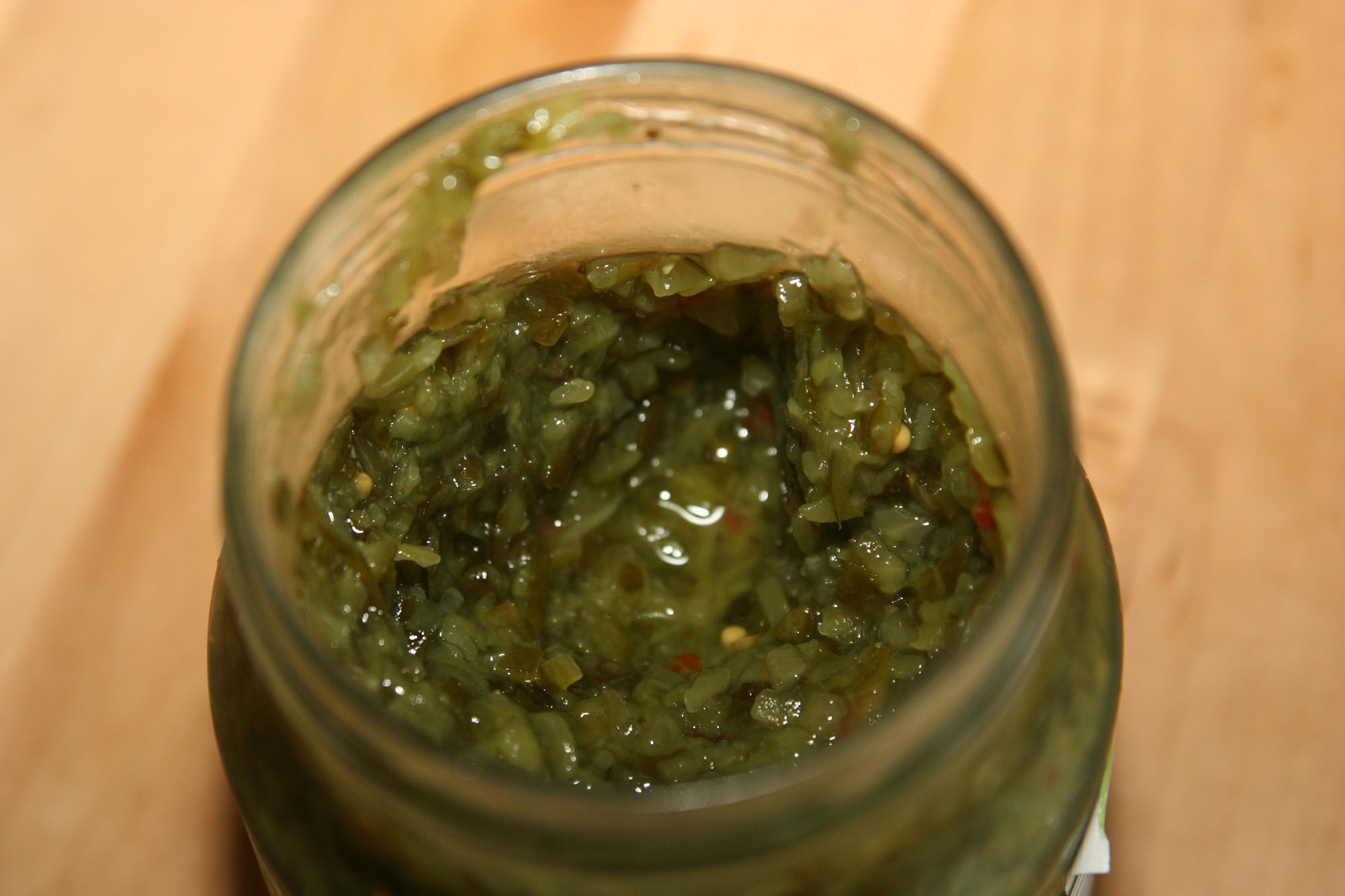
Pot met Bostongurka.

Bostongurka (Zweedse benaming voor "Bostonaugurk" of "Bostonkomkommer") is een groentesaus met zure komkommer of augurk, rode paprika, ui en kruiden zoals mosterdzaad. De saus wordt gegeten in en komt oorspronkelijk uit Zweden.
Ondanks zijn naam heeft de saus niets te maken met de Amerikaanse stad Boston. Bostongurka werd afgeleid van een Hongaars gerecht en werd doorontwikkeld door het Zweedse bedrijf Felix. Oorspronkelijk werd het gerecht ontwikkeld om ongebruikte stukken en overblijfselen van een hoofdgerecht alsnog te gebruiken als een soort bijgerecht. 
Bostongurka is vandaag de dag een geregistreerd handelsmerk van Orkla Foods.